# ル・ボレアル
ル・ボレアル（Le Boréal）は、コンパニ・デュ・ポナンが運航しているクルーズ客船。
ル・ボレアルの船名はフランス語で北方を意味する。

## 概要
ル・ボレアル級の1番船として、2010年5月3日、イタリアのフィンカンティエリ社アンコーナ工場で竣工した。
コンパニ・デュ・ポナンでは初めて1万総トンを超えた客船で、船価は2億ユーロ。
外観はヨット・クルーザー型のスマートな形状をしており、港湾設備の整っていない入江等にも寄港するため、上陸用のテンダーボートやゾディアックボートへ移乗し易いよう、船尾水線部にデッキを設けている。
また、客室数は132室で全てが海側客室（アウトサイド・キャビン）であり、うち125室はベランダ付きである。
5月6日からのマルセイユ発地中海クルーズでデビューし、夏期は地中海や北欧、冬期は南米を中心に就航している。
その後、同型の2番船が2011年に竣工、3番船も建造中である。

## 火災事故
2015年11月18日、2時ごろフォークランド諸島沖の南大西洋をサウス・ジョージアへ向かって航行中、エンジンルームから出火した。救助要請に対してイギリス空軍・イギリス海軍が救難活動を行い、乗員乗客347人のうち79人が2機のシーキングを含む4機のヘリコプターにより救出され、残りはイギリス海軍のリバー型哨戒艦「クライド」に救助された。

## 同型船
- 2番船　「ロストラル（L'Austral）」

2011年4月20日竣工。
- 3番船　「ル・ソレアル（Le Soleal）」

2013年竣工予定。